# Trapelus rubrigularis
Espèce
Trapelus rubrigularis est une espèce de sauriens de la famille des Agamidae.

## Répartition
Cette espèce se rencontre en Iran et en Pakistan. 

## Publication originale
- Blanford, 1876 "1875" : On some lizards from Sind, with descriptions of new species of Ptyodactylus, Stenodactylus, and Trapelus. Journal of the Asiatic Society of Bengal, vol. 1875, p. 232-233 (texte intégral).